# Tetis pyramid

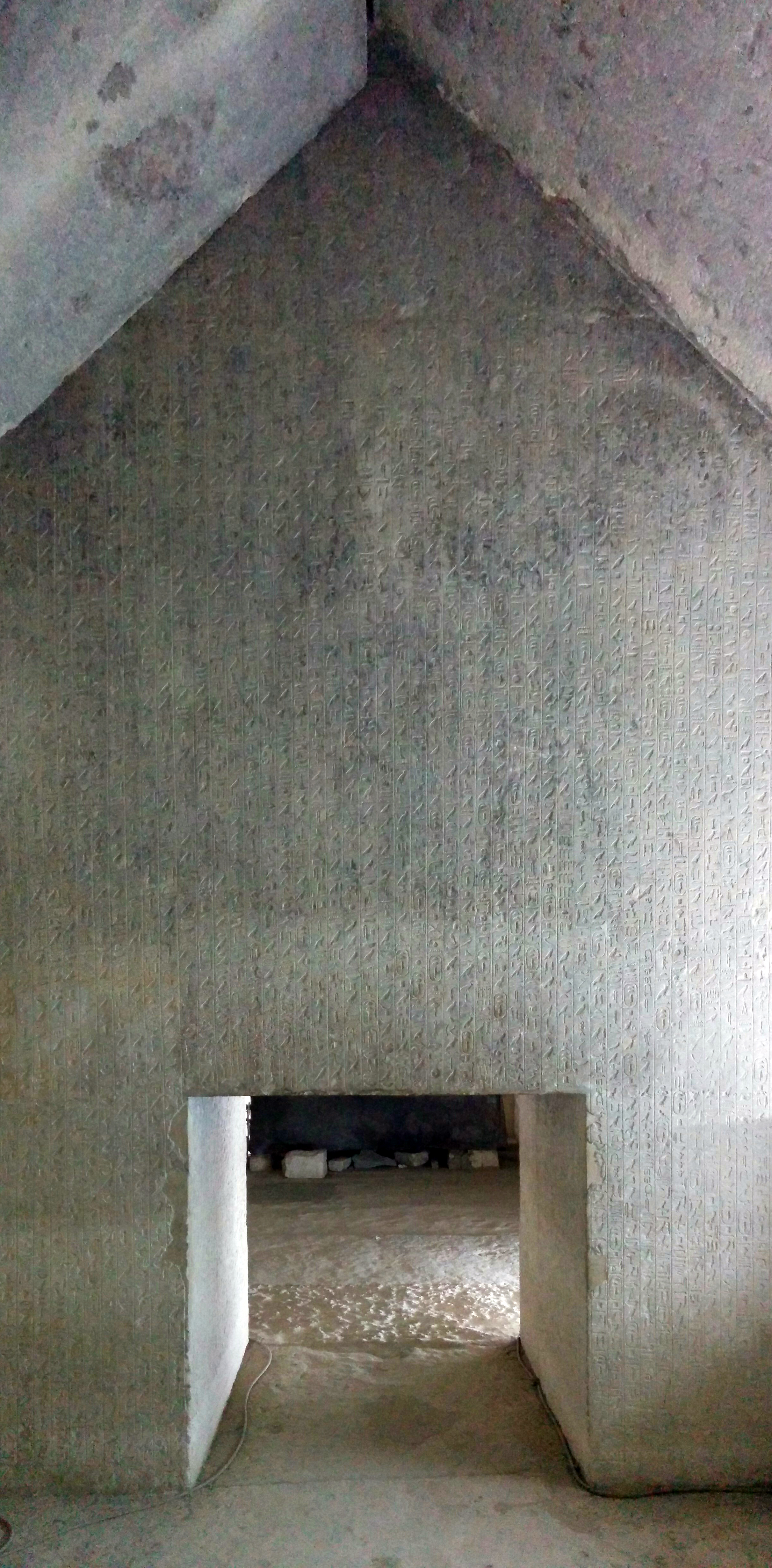
Inside

Tetis pyramid är en pyramid belägen i Sakkara, Egypten. 
Den uppfördes omkring 2355-2343 f.Kr. tillägnad farao Teti under den 6:e dynastin i det gamla riket. Pyramiden, som öppnades för första gången 29 maj 1881 av Gaston Maspero, var en gång 52 meter hög och hade en basyta som mätte 79 x 79 meter.
Pyramidens ovanjordiska delar är nu i mycket liten utsträckning bevarade och de liknar mest en liten kulle. Gångar och rum under markytan är däremot bevarade i gott skick.